# پوسته قاره‌ای

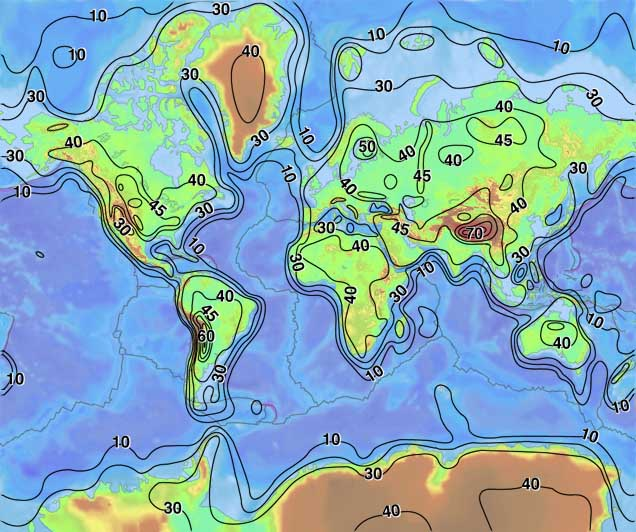
ضخامت پوستهٔ زمین بر حسب کیلومتر

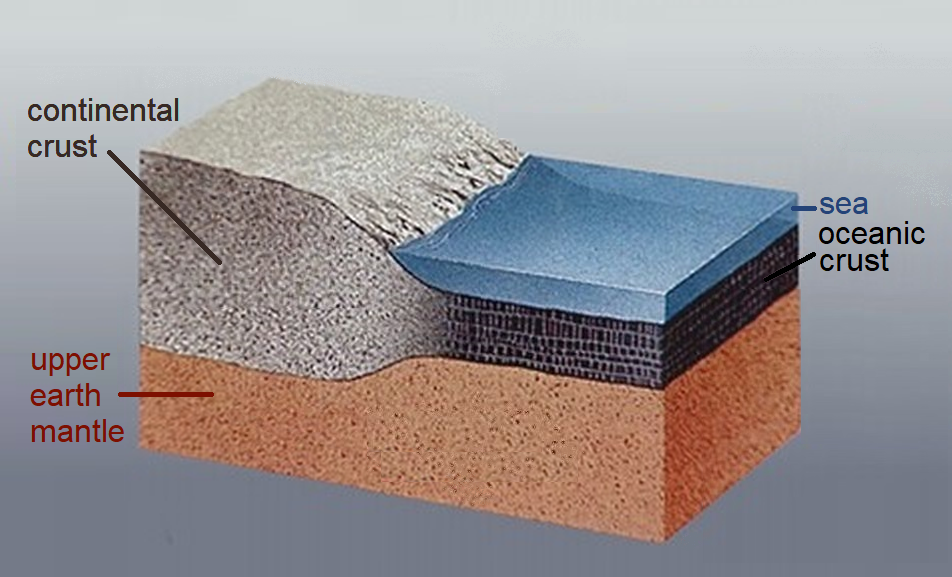
Continental and oceanic crust on the upper mantle

پوسته قاره ای لایه ای از سنگ‌های آذرین، رسوبی و دگرگونی است که قاره‌ها و نواحی کم عمق دریا را نزدیک ساحل خود تشکیل می‌دهند که به عنوان پوسته‌های قاره‌ای شناخته می‌شوند. این لایه گاهی به معنای سیال (لایه ای از سنگ خارا که در پوستهٔ زمین زیر قاره‌ها قرار دارد)، به‌شمار می‌آید زیرا ترکیب اصلی آن در سیلیکاتها و مواد معدنی آلومینیوم غنی‌تر است و چگالی کمتری نسبت به پوسته اقیانوسی دارد، که سیما نام دارد و بیشتر از مواد معدنی سیلیکات منیزیم غنی‌تر است و چگال تر بوده و تراکم کمتری دارد. تغییرات در سرعت‌های موج لرزه‌ای، نشان داده‌اند که در یک عمق مشخص (انقطاع کنراد)، کنتراست متقابلی بین پوسته قهوه ایبالاتر و پوسته قاره‌ای پایین‌تر وجود دارد که بیشتر به صورت مافیک است.